# 河南インターチェンジ
河南インターチェンジ（ハナムインターチェンジ）は大韓民国京畿道河南市にある中部高速道路のインターチェンジ。

## 歴史
- 2001年9月1日 - 開設。[1]

## 隣
中部高速道路
(41) 山谷JCT - 東ソウルTG - (42) 河南IC - 河南ドリームSA - (43) 河南JCT